# Liga Española de la Educación y la Cultura Popular
Liga Española de la Educación y la Cultura Popular (LEECP) es una organización no gubernamental española, declarada de utilidad pública, independiente y laica, integrada por profesionales de la educación y otras personas interesadas en conseguir que la educación y la cultura sean, efectivamente, instrumentos para el desarrollo de los ciudadanos, en el seno de una sociedad basada en los valores de la tolerancia, la democracia y la solidaridad. La Liga se crea en 1986 por un grupo de profesionales de la educación preocupados por permitir acceder a todos a la Educación y la Cultura bajo el principio de ejercer plenamente su ciudadanía y de establecer de forma duradera una sociedad más justa, libre y solidaria.

## Antecedentes
Las raíces de la Liga Española de la Educación se encuentran en el marco del movimiento reformista, ilustrado, progresista, modernizador y laico que vivió la sociedad española, al igual que otras europeas, durante el último tercio del siglo XIX y casi todo el siglo XX, salvo en los periodos de retroceso que el totalitarismo impuso en algunos de nuestros países, especialmente prolongado, sectario, y destructivo en España. Hubo un precedente, breve durante la corta etapa republicana, con la creación de la Liga de la Educación Popular; pero no ya como acción sobre minorías selectas regeneracionistas, como había ocurrido con la fugaz Liga de Educación Política, sino como movimiento para la educación y la cultura de todos y para todos. Para luchar por el acceso a los bienes de la educación y la cultura por parte de todo el pueblo, en su más amplia acepción de clases, generaciones y territorios, rurales o urbanos. Nos queda el recuerdo de las Misiones Pedagógicas y Casa del Pueblo; pero apenas de otras organizaciones de la sociedad civil, como la entonces creada Liga de la Educación Popular, vinculada a la Casa del Pueblo de Madrid, que no pudieron tener una larga vida debido a los tiempos revueltos que les tocó vivir.
Igual que la Liga de la Educación creada en Francia cincuenta años antes, la Liga Española formaba parte de un movimiento histórico que, desde finales del siglo XIX, promocionó no sólo la idea ilustrada de la educación como condición imprescindible para el progreso humano, en su lucha contra la superstición y la ignorancia que tenían reducida a la especie humana a una situación de permanente minoría de edad, sino también por la institución escolar que haría posible ese derecho para todo el pueblo: la escuela pública, gratuita y laica, creada por el Estado democrático, capacitada para realizar una buena pedagogía para la democracia. Es una parte de esta herencia que se ha recibido y que se quiere desarrollar conforme a las exigencias de los tiempos actuales.
Este legado de ideas y de experiencias fue preservado en el largo exilio español por profesores y maestros que creyeron en el ideal cívico de la República y, más particularmente respecto a la LEECP, por algunos ilustres defensores de aquel ideal como sería el caso de Rodolfo Llopis, que llegó a ser Presidente de la Liga Internacional de la Educación.

## Creación de la Liga Española de la Educación
Lo que no fue posible durante el período democrático anterior a la guerra civil pudo conseguirse a partir de la Transición de la actual democracia, cuando volvieron muchos del exilio y entregaron el único patrimonio que les había quedado: las ideas y la ilusión por la educación y la cultura como derecho de todos; la noble idea de la ciudadanía democrática y sus valores como derechos irrenunciables a realizar; la laicidad, como recurso para organizar la convivencia en paz y tolerancia, el desarrollo de la personalidad y la conciencia libre, y no como expresión sectaria y limitadora que niega las convicciones y creencias libremente asumidas por los ciudadanos.
En un proceso que abarca desde finales de los años 70 hasta 1986 se fueron constituyendo Ligas de ámbito provincial para poder constituir posteriormente la Federación, creada en 1986, y acogida a la legislación española como ONG declarada de utilidad pública.

## Fines y principios
- Promover la educación cívica de los jóvenes y los adultos, basada en los valores democráticos, el respeto de los derechos humanos, la solidaridad social y la defensa de la naturaleza.
- Promover en el ámbito de la educación y la cultura los derechos fundamentales del ciudadano, sancionados en la Constitución española, en especial las libertades de conciencia y cátedra, y el derecho a intervenir en el control de los centros con financiación pública.
- Defender el derecho que el hombre tiene a la cultura y la formación en cualquiera de las etapas de su vida, apoyando el desarrollo de la cultura popular y un sistema de educación permanente que permita la participación efectiva de los individuos en los procesos de creación cultural, progreso económico y decisión social.
- Fomentar actividades educativas de Renovación Pedagógica del profesorado y perfeccionamiento, así como la formación de los padres de alumnos.
- Promover iniciativas que tengan por objeto la difusión de la enseñanza pluralista, democrática y laica, conforme al modelo de la escuela pública, basada en los principios de solidaridad, tolerancia e igualdad.
- Fomentar actividades extraescolares que sirvan para completar la educación de los jóvenes.
- Promover el intercambio de profesores y alumnos a nivel internacional e interregional, así como cursos, reuniones, ciclos de conferencias, publicaciones, cine club y otras actividades similares que faciliten el cumplimiento de los fines sociales.
- Promover y divulgar estudios y publicaciones sobre cuestiones relacionadas con sus fines.
- Colaborar con instituciones y organizaciones, públicas o privadas, dedicadas a la educación y la cultura popular.
- Prestar servicios de carácter educativo y cultural y desarrollar actividades como entidad editora sin ánimo de lucro.
- Realizar actividades de cooperación para el desarrollo cultural, educativo y social colaborando con aquellas organizaciones no gubernamentales e instituciones nacionales e internacionales que promuevan programas de cooperación de tal género.
- Promover la participación de todas las personas asociadas o de aquellos simpatizantes que así lo deseen en acciones de voluntariado laico, relacionadas con los campos de acciones sociales, educativas, culturales y similares.

La Liga es un movimiento educativo, cultural y social de carácter federativo, en el que cada asociación federada tiene autonomía para ejecutar las iniciativas que todos comparten y empeñar el compromiso de los socios en todos aquellos sectores que se han establecido como de actividad común para toda la federación.
La Liga Española de la Educación colabora con las tres administraciones: la administración local, la administración autonómica y administración del Estado, y está especializada en iniciativas locales propias de sus campos de acción, colaborando con muchos Ayuntamientos para la creación, prestación y gestión de servicios a los ciudadanos.
Como movimiento educativo, cultural y social de la sociedad civil su finalidad consiste en esforzarse para que todos puedan disfrutar del derecho a la educación y a la cultura, como medio para que todas las personas puedan alcanzar el estatus de ciudadanía plena en una sociedad solidaria, democrática y justa. Por ello defiende el derecho a la educación, a la cultura y a la educación permanente como elemento imprescindible para el desarrollo del ser humano sea cual sea su edad, sexo, condición social o de otra especie. La Liga cree que la educación es el camino imprescindible para formar ciudadanos y conseguir que actúen como miembros activos de la sociedad.
Aun siendo organización no gubernamental, sus intereses no son privados, ni de lucro en ningún caso; porque La Liga no es una empresa privada. Actúa para la promoción de lo común, de lo público, de lo participado, de los intereses generales. Por ello también realiza actuaciones de apoyo a la acción educativa de la Escuela Pública y en la Escuela Pública; partiendo de su carácter de institución escolar propia de un Estado democrático y laico. Su intervención en este campo se realiza mediante programas de actividades extraescolares de ocio y tiempo libre, de refuerzo educativo, de compensación educativa externa y prevención del absentismo escolar; de aulas abiertas interculturales, de ampliación de centros abiertos; de campamentos urbanos y del programa de sensibilización por una escuela intercultural.
La Liga es también un movimiento laico, realizado a partir de una serie de reflexiones sobre la cultura laica. Una organización que, interna y externamente, promueve la libertad de conciencia, de pensamiento y expresión, y de desarrollo del espíritu crítico así como de la autonomía y la responsabilidad moral, partiendo de unos valores de ética cívica, por todos compartidos y reflejados en el pacto constitucional y en la Declaración Universal de los Derechos Humanos.
En la Liga asume la “laicidad en positivo”, que no debe ser un concepto abstracto, ni una idea desvinculada de la realidad, ni una expresión sectaria contraria a las creencias libremente elegidas por cada cual. Para la Liga, la laicidad sólo es posible si se consigue conjugar la libertad de conciencia con la justicia social – la igualdad necesaria para ser auténticamente libres- y el respeto al pluralismo religioso, moral y cultural, que debe ser garantizado en una sociedad democrática de ciudadanos libres e iguales. La Liga se compromete a respetar ese pluralismo en todas y cada una de sus actuaciones.
La Liga, por tanto, nada tiene que ver con ningún movimiento antirreligioso o confesional, ni tampoco político, pues se propone servir a todos los ciudadanos, cualesquiera que sean sus condiciones sin someterles a ningún tipo de proselitismo a cambio de los servicios que les presta. Es un movimiento educativo, cultural y cívico para la promoción de la ciudadanía plena, inspirado en una ética cívica que pueda ser compartida por todos, cualesquiera que sean sus convicciones religiosas o políticas.
La educación en valores cívicos orienta todos los programas en los servicios que presta. Pero también ha sido la causa por la cual, a través de la Fundación CIVES ha realizado un enorme esfuerzo para apoyar la incorporación a nuestro sistema educativo de la asignatura de Educación para la Ciudadanía y los Derechos Humanos.
Para ello la Liga definió, por una parte el proyecto CIVES dedicado a la formación del profesorado llamado a impartir la nueva materia y, por otro, ha promovido la edición de varios libros de texto de Educación para la Ciudadanía en los niveles de Educación Primaria y Educación Secundaria Obligatoria. La Fundación CIVES impulsa también la creación de la Red CIVES para el apoyo, formación y prestación de recursos al servicio del profesorado.
La Liga hizo una propuesta curricular en el marco del debate promovido por el Ministerio de Educación, propuesta que tuvo una excelente acogida. Ha sido promotora desinteresada y defensora de la nueva asignatura, superando en este esfuerzo a otros sectores y entidades que tenían más obligaciones que ella. Ha mantenido el debate con los adversarios tenaces de esta asignatura. Y ha podido comprobar con satisfacción cómo la mayor parte de los argumentos que defendía, aparecen recogidos por la Sentencia del Tribunal Supremo que verifica la legalidad y legitimidad de la asignatura y rechaza cualquier tipo de objeción de conciencia contra la misma.

## Áreas de trabajo
Infancia. Desarrolla programas dirigidos a la atención social y educativa de niños y niñas, contribuyendo al desarrollo integral de todas sus capacidades y complementando la tarea educativa de las familias, a través de una amplia red de Escuelas Infantiles, Casas de Niñas y Ludotecas ubicadas en distintas CC.AA.
Juventud. El área cuenta con recursos estables comunitarios en materia de salud e integración social utilizando como herramientas la formación y la animación sociocomunitaria dirigidos a jóvenes en riesgo de exclusión y sus familias: Centros de Orientación para la Salud (CEJOS), Integración Juvenil Solidaria (INJUSO), Educación de Calle y Recurso Residencial para jóvenes Inmigrantes ex tutelados.
Familias. La sociedad actual y los nuevos modelos de convivencia, están originando dinámicas familiares diversas, que requieren de intervenciones que apoyen, orienten y faciliten las relaciones en aquellas familias que están atravesando situaciones conflictivas. La Liga cuenta con Servicios de Mediación Familiar e Inter generacional, PEF, Espacio Facilitador de las Relaciones Familiares, servicio especializado de atención a la Familia e Infancia.
Inmigración. La población inmigrante constituye un colectivo especialmente vulnerable de exclusión social que supone la ausencia de participación en los intercambios, prácticas y derechos sociales que configuran la integración. Destacan como actuaciones los Centros de Orientación y Apoyo a Inmigrantes, de Alfabetización y Aulas de Español, Aulas Abiertas Interculturales y Sensibilización: Por una Escuela Intercultural (cofinanciados por el Fondo Europeo de Integración y la Dirección General de Migraciones, dependiente del Ministerio de Empleo y Seguridad Social), los proyectos de Interculturalidad y el tratamiento de la Diversidad como medios que buscan el reconocimiento de derechos y obligaciones como ciudadanos de pleno derecho.
Apoyo a la Escuela Pública. Trabaja para promover la educación ético-cívica de todas las personas basada en los valores democráticos y los derechos humanos universales con los principios de laicidad, ciudadanía y solidaridad a través de programas de Compensación Educativa, Prevención del Absentismo Escolar, Actividades Extraescolares o Escuelas de Verano.
Formación para el Empleo. La reinserción en el mundo laboral es el principal objetivo del área de empleo desde donde se ponen en marcha programas de Apoyo a la Inserción y de Formación Ocupacional dirigido especialmente a los colectivos más desfavorecidos, destacan: Orienta, Servicio Unificado de Renovación y Generación de Empleo (SURGE), Talleres de Empleo, Programas de Cualificación Profesional Inicial (PCPI) y Acciones de Formación dirigidas especialmente a Personas Desempleadas.
Cooperación Internacional. Desde sus orígenes la Liga practica, de la mano de los socios locales de los países donde interviene (en la actualidad Marruecos, Perú y El Salvador), la Cooperación para el Desarrollo en programas educativos de Construcción de Ciudadanía, de Infancia y Juventud, con el objetivo de que las sociedades del Sur puedan disfrutar y ejercer plenamente sus Derechos Sociales, Económicos y Culturales promoviendo la salida del círculo de la pobreza y exclusión.
Voluntariado. El voluntariado representa una verdadera escuela de ciudadanía. La Liga contempla entre sus acciones la promoción y participación del voluntariado desde sus inicios comprometidos también con su formación y desarrollo. Promueve el desarrollo del mismo y cuenta con una gran cantidad de personas que lo ejercen.

## Ligas federadas
Liga de Alicante
Liga Almeriense
Liga Asturiana
Liga Cántabra
Liga Extremeña
Liga Gaditana
Liga Granadina
Liga Gran Canaria
Liga Castellano-Manchega
Liga Giennense
Liga Madrileña
Liga Murciana
Liga Palentina
Liga Sevillana
Liga Valenciana
Liga Vallisoletana
Liga Zamorana

## Entidades asociadas
Fundación Educativa y Asistencial Cives
 Fundación Cives
La Fundación CIVES trabaja desde hace más de diez años por la consecución de una ciudadanía plena en un Estado Social y Democrático de Derecho. Con este objetivo promueve la educación ético-cívica de las personas, basada en los valores democráticos, los Derechos Humanos, la tolerancia, la solidaridad y la conservación de la naturaleza.
Para la Fundación Cives la educación, inspirada en la tradición del humanismo laico pluralista, es el instrumento más eficaz para lograr la promoción social y el desarrollo integral de individuos y colectivos.
La formación del profesorado en materias relacionadas con la educación ético-cívica así como la organización de cursos, congresos y jornadas, para profundizar en el conocimiento de dichos temas y la creación de redes y publicaciones especializadas son las principales actividades de la Fundación Cives.
Rayuela.org
Creada por la Liga Española de la Educación en 2003, Rayuela, es la página web de los Derechos de los niños y las niñas.
Red de Albergues Educativos
Red de albergues que la Liga Española de la Educación constituido por los siguientes: Albergue educativo "Poeta Gabriel y Galán", Albergue educativo “Buendía” y Albergue educativo “La Casa Verde”.

## Plataformas a las que pertenece
La Liga Española de la Educación y Cultura Popular forma parte de las siguientes plataformas:
Plataforma de ONG de Acción Social, Plataforma del Voluntariado de España, Plataforma de Infancia de España y Plataforma 2015 y más